# Massacres de Senkata i Sacaba
Es coneixen com a massacres de Senkata i Sacaba els fets luctuosos succeïts en aquestes localitats durant les intervencions militars contra les mobilitzacions socials emergides després de l'accés de Jeanine Áñez a la presidència de Bolívia arran del cop d'estat de novembre de 2019 a Bolívia.
El 15 de novembre de 2019, almenys 11 persones van morir i 120 van resultar ferides a Sacaba, capital de la província de Chapare i segona ciutat més poblada del departament de Cochabamba. El 19 de novembre, a Senkata, un barri d'El Alto, 11 persones van morir i 78 van resultar ferides. En cap cas no es van produir baixes entre els efectius policials i militars.
Per un cantó, Arturo Murillo, ministre de Govern de Bolívia, va afirmar que la totalitat de les persones assassinades havien estat «mortes amb escopeta, amb bala (calibre) 22 i amb dinamita, és a dir, pels seus propis companys». D'altra banda, Joan Lanchipa, fiscal general de l'estat, va informar que, segons les conclusions de l'Institut d'Investigacions Forenses, en els «atemptats a la Planta de Yacimientos Petrolíferos Fiscales Bolivianos» a Senkata s'havien utilitzat còctels molotov i dinamita.
Per un altre cantó, el 10 de desembre de 2019, la Comissió Interamericana de Drets Humans (CIDH) va qualificar de massacres les morts de civils ocorregudes a les ciutats de Senkata i Sacaba i va referir-se a «la pèrdua de vides humanes en diferents successos a tot el país». A més, el setembre de 2020, la Defensoria del Poble de Bolívia, en l'informe «Crisi d'Estat: violació de drets humans a Bolívia», va afirmar que les accions dels efectius policials i militars a Sacaba i Senkata van derivar en una massacre i que el Govern d'Áñez era responsable de crims contra la humanitat.

## Marc legal
El 15 de novembre de 2019, el Govern d' Áñez va promulgar el decret 4078 que, entre altres disposicions, eximia de responsabilitat penal els efectius de les Forces Armades de Bolívia que actuessin enfront de les protestes.
Diverses organitzacions i personalitats vinculades a la defensa dels drets humans van manifestar la seva preocupació, entre elles la Comissió Interamericana de Drets Humans, el director d'Human Rights Watch a les Amèriques, José Miguel Vivanco, i la directora d'Amnistia Internacional, Érika Guevara Roses. El decret va ser derogat el 28 de novembre de 2019, un cop assolits els objectius.
El desembre de 2019, el Govern va fer l'intent d'indemnitzar les famílies de les víctimes i cobrir les despeses mèdiques corresponents. La proposta va ser rebutjada per les famílies per la figura d'«indemnització» plantejada i la restricció de sol·licitar la reparació de drets davant instàncies internacionals. La Comissió Interamericana de Drets Humans va assenyalar, entre altres consideracions, que el decret, a l'impedir a les víctimes de violacions de drets humans l'accés a el Sistema Interamericà de drets humans, no respectava «els compromisos internacionals assumits per l'estat de Bolívia», i va destacar que, a més de la compensació monetària, el dret a la reparació integral «també inclou mesures de satisfacció, rehabilitació, veritat, justícia i garanties de no repetició».
El febrer de 2020, el govern va replantejar l'oferta de diners sota la figura d'«ajuda humanitària» a les famílies dels morts de Senkata, així com als ferits, i es va plantejar l'eliminació del paràgraf referit a la impossibilitat d'acudir a instàncies superiors de drets humans.

## Cronologia dels fets de Sacaba
El 15 de novembre un fort contingent de grups cocalers simpatitzants del Movimiento al Socialismo (MAS) malda per entrar a la ciutat de Cochabamba. Durant els enfrontaments amb la policia, les forces de repressió decomissen diners, armes de foc i explosius als manifestants.
Després de diversos enfrontaments amb la policia, es van reportar 6 morts i 115 ferits. El dia següent, el ministre de Governació, Arturo Murillo, assenyalà que la majoria de les morts les provocaren els propis manifestants. Prova d'això és que l'Institut d'Investigacions Forenses va confirmar que els manifestants van morir per armes de foc calibre 22 i 9 mm i alguns van ser disparats per l'esquena mentre s'enfrontaven a les autoritats. Cap d'aquests calibres corresponia a les armes reglamentàries ni de les forces militars ni de la policia.

## Cronologia dels fets de Senkata
El 19 de novembre, el govern decideix trencar els bloquejos a Senkata. Segons alguns mitjans locals, nombrosos partidaris radicals del MAS van tractar d'entrar a la planta de processament de gas natural d'aquesta localitat amb la intenció de fer-la esclatar. El dia següent, segons la versió governamental, van perdre la vida els ciutadans Deybi Posto Cusi, Edwin Jamachi Paniagua i un tercer mort que encara no havia estat identificat, durant accions que el Ministre de defensa qualificà com «accions de caràcter terrorista», de la mateixa manera el govern negà l'ús d'armes militars en l'operatiu que hores més tard reportaria més víctimes.
El mateix 20 de novembre de 2019, les forces de seguretat del país, arrestaren set persones per actes de terrorisme al país.

## Informació forense oficial
Segons l'Institut d'Investigacions Forenses, els trets de víctimes mortals de totes dues massacres no van provenir d'armes reglamentàries ni de la policia ni de l'exèrcit. En el cas de Sacaba, es van usar armes llargues i en el cas de Senkata, armes curtes. Així, doncs, el govern transitori d'Añez negava cap responsabilitat en les morts.

## Informe de la CIDH
El 10 de desembre de 2019, la Comissió Interamericana de Drets Humans va presentar un informe preliminar de la seva visita d'observació a Bolívia realitzada entre els dies 22 i 25 de novembre de 2019, on «condemna de manera emfàtica» les massacres de Sacaba i Senkata i recomana una investigació internacional per aclarir la violència desfermada després del procés que va portar al fet que Jeanine Añez assumís la presidència del govern bolivià.
Després que el president Evo Morales fos forçat a exiliar-se a causa de les sospites d'irregularitats en les eleccions generals del 20 d'octubre de 2019, un equip de la CIDH va ser assignat el 10 de novembre de l'any 2019 per a la investigació dels fets de violència empresos per les forces militars a Bolívia. Després de recollir diversos testimonis i declaracions en les localitats esmentades, l'equip va emetre un informe en què constatà 36 morts i més de 500 ferits. L'estudi conclou que les forces militars i policials governamentals van obrir foc real contra els manifestants.
L'informe enumera un seguit de fets dels quals la CIDH va rebre testimonis, agrupats segons les característiques dels drets vulnerats: incitació a la violència i a la discriminació ètnica, arrestos i detencions arbitràries, assassinats, criminalització i persecució de l'oposició política i amenaces a la llibertat d'expressió.

## Informe de l'International Humans Rights Clinic
El juliol de 2020, després d'una investigació de 6 mesos, l'International Humans Rights Clinic de la Universitat Harvard va emetre un informe titulat «"They Shot Us Like Animals" - Black November & Bolivia's Interim Government» («"Ens van disparar com a animals" - Novembre Negre i Govern Interí de Bolívia») en el qual estableix que el Govern d'Áñez va cometre vulneracions dels drets humans.
L'informe, realitzat a partir d'entrevistes a víctimes, testimonis, periodistes i funcionaris, va identificar quatre grans àrees en què es van cometre violacions dels drets humans: violència estatal contra manifestants, falta d'investigacions imparcials i d'accés a la justícia, persecució de la dissidència i violència civil i paraestatal. Les accions denunciades van incloure execucions extrajudicials, manipulació de proves i intimidació de testimonis, amenaces a periodistes, clausura de mitjans de comunicació crítics amb la gestió d'Áñez, persecució de l'oposició i suport a grups paramilitars, entre d'altres.
L'informe va ser rebut de manera hostil per part del Ministeri de Justícia i Transparència Institucional, i qualificat e «tendenciós» i «poc seriós».